# 伯格冰流
伯格冰流（英語：Berg Ice Stream），是南極洲的冰流，位於帕爾默地，全長約60公里，最終在里德貝格半島和埃斯彭施德冰原島峰之間注入卡羅爾灣，美國地質調查局根據測量和美國海軍拍攝的空中照片繪入地圖，現時由南極條約體系管理。